# یواس‌اس پراکیون (ای‌کی‌ای-۲)
یواس‌اس پراکیون (ای‌کی‌ای-۲) (به انگلیسی: USS Procyon (AKA-2)) یک کشتی بود که طول آن ۴۵۹ فوت ۳ اینچ (۱۳۹٫۹۸ متر) بود. این کشتی در سال ۱۹۴۰ ساخته شد.